# Thecla vidulus
Thecla vidulus är en fjärilsart som beskrevs av Druce 1907. Thecla vidulus ingår i släktet Thecla och familjen juvelvingar. Inga underarter finns listade i Catalogue of Life.